# 阿纳斯塔西奥斯·帕帕利古拉斯
阿纳斯塔西奥斯·帕帕利古拉斯（希臘語：Αναστάσιος Παπαληγούρας；1948年4月14日—），希腊政治人物，前海运及岛屿政策部长。

## 生平
帕帕利古拉斯生于希腊雅典，早年就读于雅典大学法律系，后获布鲁内尔大学法学硕士学位。2004年-2007年，担任司法部长。2008年担任海运及岛屿政策部长。